# Martín Gil de Gaínza Echagüe
Martín Gil de Gaínza Echagüe (Enériz, Navarra, 30 de octubre de 1650-Palma de Mallorca, 30 de junio de 1737), fue un ingeniero militar navarro, asentado en Mallorca, decidido partidario de la causa borbónica durante la Guerra de sucesión española.

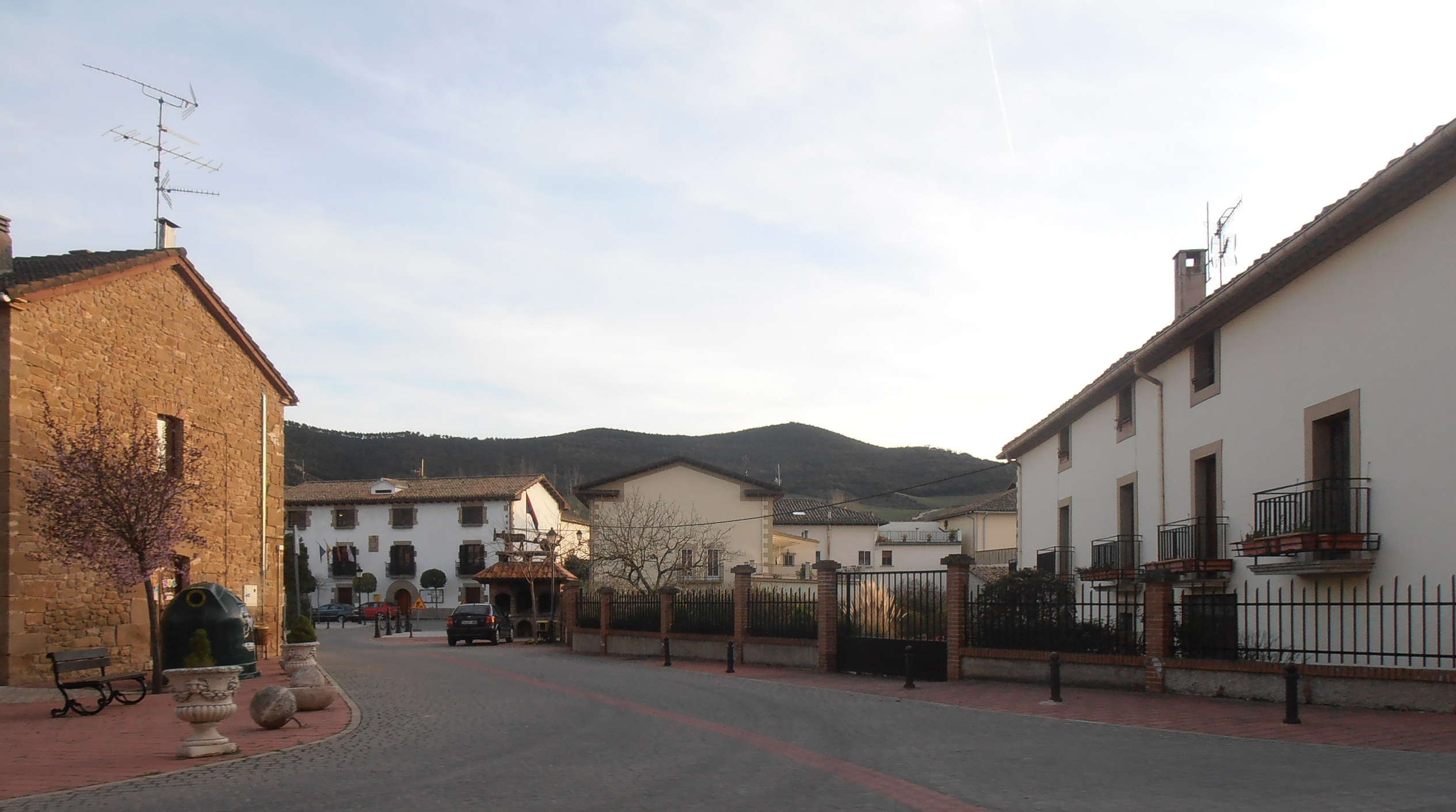
Enériz, Navarra.

## Biografía
Era hijo de Miguel de Gaínza y de María Echagüe, naturales ambos de la villa de Enériz y fue bautizado como Martín Gil.
Su ingreso en la Real Armada Española debió ser hacia 1663 donde permaneció durante 15 años siriviendo en el tercio de Pablo Gualtieri, dentro de la Escuadra de Hipólito Centurión.
Se estableció en Mallorca hacia el 1678 donde realizaría actividades comerciales y se relacionaría con la alta sociedad mallorquina. En 1681 era depositario real de Mallorca. Fue nombrado veedor de las fortificaciones del reino. Por un memorial de 1694, siendo ya ingeniero, debió ejercer como ayundante del ingeniero Vicente Mut Armengol desde 1684.
El primer proyecto donde se registra su participación fue en la fortificación del revellín de la Puerta del Campo. También consta su intervención entre 1682-1695 en las reformas del convento de las Capuchinas Descalzas. Desde 1678 ejecuta relevantes tareas en la fortificación de Palma y de Alcudia, promueve construcciones de carácter militar y civil, como las reformas del baluarte y cuartel de Santa Margarita, baluartes de Santa Cruz y San Pedro, y ordena la construcción de la Casa Chacón. También es el autor del diseño de Cal Marqués de la Torre (1696).
En diciembre de 1701 es nombrado arrendador del Estanco del Tabaco, ejerciendo entre abril de 1702 hasta marzo de 1705. En 1703 fue denunciado por contrabando de telas francesas. En febrero de 1705 volvió a ser nombrado depositario real de Mallorca, sucediendo a Esteban Conrado y Delabau. Acabada la Guerra de Sucesión volvió a ocupar la depositaría real y fue ascendido a teniente coronel en 1718. 
Sucede al ingeniero Simón Poulet de Montmoison en la dirección de las obras proyectadas para mejorar las murallas de Palma de Mallorca cuya obras comenzaron en 1727 y a cuyo frente permanecerá hasta su muerte en 1737. Fue sucedido en este cargo por Juan Ballester y Zafra.
Se había casado con Leonor Landívar Vidal, hija de Martín Landívar Sangüesa, mercader de origen navarro, y de Leonor Vidal Vaquer. Era viuda del también mercader Juan Antonio Güells Mesquida.
Murió el 30 de junio de 1737 sin descendencia. Dejó sus bienes a la Iglesia mallorquina para que fuesen administrados en forma de obra pía derivando en la Fundación Gil de Gainza. También dejó un donativo de 500 pesos «destinados para los gastos de la nueva iglesia parroquial» de Enériz.

### Guerra de Sucesión
Desde el comienzo del conflicto se declaró abiertamente partidario de Felipe V. En noviembre de 1706 fue destituido del cargo de depositario real. El 22 de diciembre fue arrestado. El conde de Savellà colocó en la depositaría real a Antoni Garriga Noguera de Superna. Liberado, volvió a ser encarcelado por las autoridades austracistas de Mallorca, debido a la conspiración borbónica de 1711. Su casa contaba con un pasillo escondido que se comunicaba con el exterior de la ciudad y era por donde debían entrar los felipistas. Levantó planos de la ciudad de Mallorca y los remitió a los borbónicos,facilitando la toma de Mallorca.

## Obras
Entre sus proyectos y obras destacan:
- Reformó el convento de las Capuchinas descalzas de la ciudad de Mallorca (1682-1695).
- Mejoró las fortificaciones de la ciudad de Mallorca y de Alcúdia.
- Reforzó el castillo de la Punta de n'Amer (1693-1696).
- Es autor del proyecto del edificio actual de Cal marqués de la Torre y reformó su casa de cerca de las Drassanes (ahora Casa Chacón) con una logia abierta sobre el mar.
- En 1699 trabajó en el edificio del Seminario Conciliar de San Pedro, pero el obispo Pedro de Alagón rechazó su proyecto.